# برون‌سپاری دانش
برون سپاری دانش به معنا استفاده از دانش متخصصین خارج از سازمان برای پیشبرد برنامه‌های داخل سازمان می‌باشد. به عنوان مثال در برون سپاری دانش برای تهیه محتوای برنامه‌های آموزشی، متخصصین حوزه مورد نظر فراخوانده می‌شود و در بین آنها مصاحبه‌ای برگزار می‌شود و پس از کسب معیارهای موردنظر دامنه منابع محتوای دوره و محتوای دوره تدوین می‌شود. در تمام مراحل، مدیر پروژه بر کار مجریان تهیه محتوا نظارت دارد و در صورت تایید نهایی به اداره کنترل کیفیت سازمان ارائه می‌شود. پس از تایید اداره کنترل کیفیت، برنامه آموزشی مورد نظر به گروه طراحی آموزشی داده می‌شود تا محتوای دوره آموزشی به صورت دوره افزار آنلاین درآید.